# シックハウス症候群
シックハウス症候群（シックハウスしょうこうぐん、Sick House Syndrome）は、建築用語または症候のひとつ。新築の住居などで起こる、倦怠感・めまい・頭痛・湿疹・のどの痛み・呼吸器疾患などの症状があらわれる体調不良の呼び名。また、新品の自動車でも新車のにおいによって同様の症状（New car smell）が報告されており、シックカー症候群としてマスメディア等で取り上げられている。米英での（Sick building syndrome/シックビルディング症候群）についての邦訳。
なお、真菌や担子菌のトリコスポロンなどに対するアレルギー反応が要因となる過敏性肺炎は、シックハウス症候群とは同一ではない。

## 概要
住宅に由来する様々な健康障害の総称であり、単一の疾患を表す訳ではない。また化学物質過敏症（Multiple chemical sensitivity）と同一の概念でもないとされる。主として住宅室内の空気質に関する問題が原因として発生する体調不良を指す場合が多い。その場合は、何らか理由で室内の空気が汚染された結果、その空気を居住者が吸引することによって発生するとされている。
いわゆる化学物質過敏症と混同される場合があるが、化学物質過敏症の概念自体が未確定であるとともに、前述のようにシックハウス症候群が「住宅由来の健康被害の総称」であることから、両者は異なる疾病概念であると考えられる。

### 原因物質
室内空気の汚染源の一つとしては、家屋など建物の建設や家具製造の際に利用される接着剤や塗料などに含まれるホルムアルデヒド（Formaldehyde）等の有機溶剤、木材を昆虫やシロアリといった生物からの食害から守る防腐剤（Preservative）等から発生する揮発性有機化合物 (Volatile Organic Compounds, VOC) があるとされている。
日本の厚生労働省は、シックハウス（室内空気汚染）問題に関する検討会を設置し、住宅内の空気質調査を元に住宅内に多く見られた物質を中心として、物質の人体に対する影響を考慮して13種類の揮発性有機化合物について、濃度指針値を示している。
厚生労働省による濃度指針値のある物質は次のものである。
- ホルムアルデヒド
- アセトアルデヒド
- トルエン
- キシレン
- エチルベンゼン
- スチレン
- パラジクロロベンゼン
- クロルピリホス
- テトラデカン
- フタル酸ジ-n-ブチル
- フタル酸ジ-2-エチルヘキシル
- ダイアジノン
- フェノブカルブ

また、2017年には以下の物質が新たに追加される方針となった。
- 2-エチル-1-ヘキサノール
- テキサノール
- 2,2,4-トリメチル-1,3-ペンタンジオールジイソブチレート (TXIB)

また、総揮発性有機化合物(TVOC)の濃度についても、暫定目標値が定められている。具体的な数値は脚注経由で厚生労働省のホームページの該当ページを参照のこと。その他、海外の基準としては、EU報告書 No.18 (EUR 17334)で69種類、ドイツ建材基準(AgBB)で166種類、フランス環境労働衛生安全庁(AFSSET)で216種類の室内空気最小濃度(LCI)値が規定されている。
なお、厚生労働省の説明によると、上記の指針値は、「シックハウス問題に関する検討会」の中間報告に基づいたものであり、あくまで「現状において入手可能な」情報に基づいて、あくまで「一生涯その化学物質について指針値以下の濃度の暴露を受けたとしても、健康への有害な影響を受けないであろうとの判断により設定された値」であり、物質の室内濃度が一時的にかつわずかにその指針値を超過したことだけをもってしてただちにその化学物質がシックハウス症候群の原因だと特定できるわけではない、としているが、だがやはりその化学物質が原因と疑われる場合はその旨を伝えて医師に相談することが望ましい、とも説明しており、またこの指針値はあくまで現段階で入手可能な知識（つまり、十分なのか不十分なのかもよく分かっていない知識）に基づいたものであって、今後新しい情報が入手されれば改定されてゆくような性質のものであるといったことも説明された。

### 経緯
近年の住宅が、特に冷暖房効率を向上させるため（省エネルギー）、気密性への傾斜を深めている事から換気が不十分になりやすく、また、住宅建材が化学物質を含むプリント合板等の新建材が用いられるようになり、1990年代より室内空気の汚染が問題視されるようになってきた。
1980年代には、既にシックハウスに該当すると思われる症例も報告されていたが、この頃には原因不明とされ、自宅療養などで更に症状が悪化するなどのケースもあった。また同種の問題が新築・改築のビルやマンション、また病院などでも起きていたケースも報告されている。シックハウス症候群の問題は、生活の基礎となる住宅が原因であるため、家という大きな買い物をした人にとっては深刻な問題となりやすい。

### 対策
原因物質を減らすためには、充分な換気や建築材料等の制限が必要である。近年では、VOC放散量の低い建材や接着剤・塗料が開発・発売されている。また、換気設備が設置されている場合にはそれを運転しておくことが望ましい。

## 規制の経緯

### シックハウス対策のための規制
- 1997年 厚生省（現厚生労働省）が事務局となった「快適で健康的な住宅に関する検討会議」で、化学物質の指針値等を策定作業により、問題の深刻さから異例のスピードで1997年6月に中間報告としてホルムアルデヒドの室内濃度指針値を公表。
- 2002年 建築物における衛生的環境の確保に関する法律の改正
  - 特定建築物における新築や大きな模様替等が行われた後、最初に到来する6月 - 9月（気温が高い時期）に、ホルムアルデヒドの測定及び対策が義務づけられた。
- 2003年 建築基準法の改正
  1. 建築材料をホルムアルデヒドの発散速度によって区分し使用を制限
  2. 換気設備設置の義務付け
  3. 天井裏等の建材の制限
  4. クロルピリホス（防蟻剤）使用建材の制限
- 2008年 厚生労働省が「建築物における維持管理マニュアル」作成
  - 建築物におけるねずみ、害虫等の防除について、人や環境への影響を極力少なくすることを目的とした「総合的有害生物管理（IPM）」の方法について具体的に示される。

## 特定建築物での対応
延べ面積3000平方メートル（学校は8000平方メートル）以上の特定建築物においては、建築物環境衛生管理技術者が選任されており、建築物の環境・衛生に関する管理の監督を行っている。建築物環境衛生管理技術者は厚生労働大臣から資格を受けた室内環境に関する専門家でもあり、建物の所有者（ビルオーナー）や占有者（テナント）等に対し、意見を述べる権限を持つ。また、意見を受けた者はその尊重義務が法的に定められている（建築物における衛生的環境の確保に関する法律第6条2項）。
特定建築物の利用者等は、当該建築物におけるシックハウス（シックビル）に関する相談、その他、室内の環境や衛生等に関する相談（喫煙に伴う粉塵、臭気、炭酸ガスなどの苦情）や助言を建築物環境衛生管理技術者に求めることも出来る。特定建築物では、室内の空気環境測定が定期に巡回して行われるので、その際に相談する方法もある。

### 総合的有害生物管理
近年、大規模建築物における害虫等の防除に関し、総合的有害生物管理（IPM）の考え方が取り入れられている。これは、シックビル症候群の対策をも目的としており、農業における環境問題で実践されるようになった防除の考え方を建築物の管理に取り入れたものである。従来のように、漫然と化学物質を定期散布するような防除方法ではなく、人や環境への影響を極力少なくする防除体系である。2008年に厚生労働省健康局が示した「建築物における維持管理マニュアルについて」において、具体的に示されるようになった。

## 対策建材

### 告示対象建材
ホルムアルデヒドを含んでいる可能性のある建材が告示対象建材となっており、JIS・JAS・国土交通大臣認定の取得等によって種別（等級）を明示する必要がある。造り付けの家具やキッチン・キャビネット、収納、ドア等も規制の対象となっているが、それ以外の家具や衣類(形状記憶シャツなど)においては規制の対象となっていない。そのため、換気設備の設置が義務付けられている。また、使用後5年以上経過したものについても規制の対象となっていない。
加速劣化試験を使った劣化状態の検査などは行われておらず、有効期限の短い物理的・化学的なホルマリンキャッチャー剤の使用が横行している。
- 合板
- 木質系フローリング
- 構造用パネル
- 集成材
- 単板積層材 (LVL)
- MDF
- パーティクルボード
- その他の木質建材
- ユリア樹脂板
- 壁紙
- 接着剤 (現場施工、工場での二次加工)
- 保湿剤
- 緩衝材
- 断熱材
- 塗料 (現場施工)
- 仕上塗材 (現場施工)
- 接着剤 (現場施工)

#### ホルムアルデヒド放散試験
デシケーター法
測定対象を容器の中に入れて、放散される濃度を測定する試験法
パーフォレーター法
欧州規格において使われる測定法の一つ。日本では使われていない。
小形セル法
測定対象の表面に設置して、放散される濃度を測定する試験法
小型チャンバー法
実際の居住空間に近づけた試験法
大型チャンバー法
実際の居住空間を模した試験法

#### ホルムアルデヒド低減性能試験
小形チャンバー法

### 国土交通大臣認定居室
通常の換気設備の設置の代わりにこれらのものを使うこともできる。自然換気を促したり有害物質を分解するものがあり、これらを使うことで機械換気を減らしたり無くすことができる。
| 認定番号  | システム名・商品名          | メーカー     | 機械換気                   | その他             |
| --------- | --------------------------- | ------------ | -------------------------- | ------------------ |
| 通常      | 通常                        | 通常         | 0.5回/h                    |                    |
| RLFC-0001 | WB工法                      | ウッドビルド | 不要                       | 2006年8月11日認定  |
| RLFC-0002 | 調湿彫り天 室内光反応タイプ | パナソニック | 0.3回/h                    | 2008年12月生産終了 |
| RLFC-0003 | ?                           | ?            | ?                          |                    |
| RLFC-0004 | エアープロットシステム      | ゼンワールド | 0.4回/h (トイレ等では不要) |                    |

### 建材からのVOC放散速度基準
建築基準法における規制対象はホルムアルデヒドとクロルピリホスだけであるが、公共住宅においては他のVOCの測定も要求されている。そのため、建材試験センターが関連団体等と共に「建材からのVOC放散速度基準」を作った。トルエン、キシレン、エチルベンゼン、スチレンの四種類を検査対象としており、適合している商品には「4VOC基準適合」の自主表示を行っている。

### MSDS
公共建築物等においては、業者にMSDSの提出を求めることが増えている。それによって、シックハウスの原因物質が含まれていないかをチェックしている。

### 室内空気中の揮発性有機化合物汚染低減建材
日本建材センター(BCJ)が自主評価業務として独自基準で新建築技術認定（BCJアグレマン）を行っており、その中の一つにVOC低減建材が存在する。
| 認定番号    | 商品名                               | メーカー |
| ----------- | ------------------------------------ | -------- |
| BCJ-AIBT-7  | タイガーハイクリンボード             | 吉野石膏 |
| BCJ-AIBT-8  | エコカラット                         | INAX     |
| BCJ-AIBT-9  | ダイロートン 健康快適天井材 吸ホル天 | 大建工業 |
| BCJ-AIBT-14 | タイガーケンコート                   | 吉野石膏 |

### 空気清浄機
空気清浄機の中には、ホルムアルデヒドやVOCの除去を行うものが存在する。交換が必要な吸着フィルター式のものだけでなく、触媒を使って分解するものもある。また、原因物質を分解する空気清浄機能のついたエアコンも存在する。
| メーカー     | 技術名                 | 方式                          |
| ------------ | ---------------------- | ----------------------------- |
| ダイキン     | 光速ストリーマ         | ストリーマ放電による分解      |
| ダストフリー | メタルトレーフィルター | 活性炭+過マンガン酸カリウム   |
| ゼンケン     | 光触媒フィルター       | 液体化酸化チタン+紫外線ランプ |